# Mimi Hines
Mimi Hines, all'anagrafe Shirley Saborne (Vancouver, 17 luglio 1933 – Las Vegas, 21 ottobre 2024) è stata un'attrice, cantante e cabarettista canadese, nota soprattutto come interprete di musical a Broadway.

## Biografia
Nata e cresciuta a Vancouver, cominciò a esibirsi a dodici anni negli Stati Uniti. Nel 1952 conobbe in Alaska il comico Phil Ford, che avrebbe sposato due anni più tardi e da cui avrebbe divorziato nel 1972. Ne 1958 Hines fu notata quando cantò "Till There Was You" al The Tonight Show; da allora la coppia apparve regolarmente in diversi show televisivi statunitensi, tra cui The Ed Sullivan Show e The Dean Martin Show.
È nota soprattutto per aver sostituito Barbra Streisand nella produzione originale del musical Funny Girl a Broadway nel 1965, in cui ha recitato nel ruolo di Fanny Brice per diciotto mesi. Da allora ha recitato in numerosi altri musical a Broadway e nel resto degli Stati Uniti, tra cui Gypsy (Santa Ana, 1977), No, No, Nanette (tour statunitense, 1989), Grease (Broadway & tour statunitense, 1994), On The Twentieth Century (Los Angeles, 2003), Pippin (Los Angeles, 2005) e Follies (New York, 2007).
È morta nel 2024 all'età di 91 anni, pochi mesi dopo aver ricevuto la propria stella sulla Palm Springs Walk of Stars.

## Filmografia parziale
- La truffa (Fake-Out), regia di Matt Cimber (1982)
- Frasier - serie TV, episodio 6x18 (1999)

## Discografia parziale
- 1966 - Mimi Hines Sings (Decca Records)
- 1966 - Mimi Hines Is Happening (Decca Records)